# Hartmut Koch
Hartmut Koch (ur. 14 listopada 1944) – niemiecki lekkoatleta, sprinter. W czasie swojej kariery reprezentował Niemiecką Republikę Demokratyczną.
Specjalizował się w biegu na 400 metrów. Zwyciężył w nim na pierwszych europejskich igrzyskach halowych w 1966 w Dortmundzie wyprzedając Manfreda Kindera z RFN. Na kolejnych europejskich igrzyskach halowych w 1967 w Pradze zdobył srebrny medal na tym dystansie, tym razem przegrywając z Kinderem, a sztafeta NRD 4 × 2 okrążenia z jego udziałem została w finale zdyskwalifikowana.
Koch był mistrzem NRD w sztafecie 4 × 200 metrów w 1966 i wicemistrzem w sztafecie 4 × 400 metrów w 1965. W hali był mistrzem w latach 1966–1969 i wicemistrzem w 1965 w biegu na 400 metrów oraz mistrzem w biegu sztafetowym w latach 1965 i 1967–1969.
Startował w klubie SC Leipzig.